# Juan Antonio Pérez-Bonalde
Juan Antonio de las Mercedes Pérez-Bonalde y Pereira (Caracas, Provincia de Caracas, Venezuela, 30 de enero de 1846 - La Guaira, Bolívar, Venezuela, 4 de octubre de 1892) fue un poeta y traductor venezolano considerado por la crítica como el máximo exponente de la poesía lírica del país

## Primeros años
Pérez Bonalde nació en Caracas el 30 de enero de 1846, cuando Venezuela comienza a vivir la etapa agitada de su republicanismo. Hijo de Juan Antonio Pérez-Bonalde y de Gregoria Pereira Rubín, cuyo hogar por tradición y convicción fue liberal y civilista, lo que le habría de traer problemas en esa Venezuela enfrascada en permanentes disputas de carácter político.
La época que corre paralela a su infancia se identifica con la violencia que sacude al país. Desde el punto de vista literario, cuando nace Pérez Bonalde, ya el romanticismo se ha impuesto en América. Los poetas venezolanos toman como modelos los románticos franceses y españoles, pero aún no se había producido un poeta romántico de carácter universal.

## Vida posterior
Cuando Pérez Bonalde tenía 15 años, en 1861, su familia decide emigrar para evadirse de los peligros de la guerra. Se dirigen a Puerto Rico donde encuentran refugio. Allí el futuro poeta ayuda a su padre a regentar un plantel educativo y se dedica a aprender idiomas. Pronto llega a dominar el inglés, el alemán, el francés, el italiano, el portugués, el griego y el latín. Esta afición a las lenguas extranjeras le va a permitir en años posteriores traducir con maestría poetas de otras nacionalidades como Edgar Allan Poe y Heinrich Heine.
Tras el fin de la Guerra Federal, en 1864, su familia regresa a Venezuela. Ese mismo año, Juan Antonio sufre el primer golpe doloroso de su vida, muere su padre y el poeta debe velar por su familia.
Muy pronto la guerra civil vuelve a hacer su aparición en el país. Esta vez el nuevo caudillo es Antonio Guzmán Blanco quien se impone y comienza el despotismo ilustrado que va a durar siete años, Pérez Bonalde se opone al dictador y tiene que expatriarse a partir de 1870. Fija su residencia en Nueva York. Allí va a ocuparse en diversas actividades pero también va a escribir lo más importante de su obra poética. Para ganarse el sustento se ve obligado a trabajar en una fábrica de perfumes en la Compañía "Lahman y Kemp". Redacta propaganda comercial en varios idiomas y viaja por las principales regiones de Norteamérica. Desempeñando este trabajo, tuvo la oportunidad de conocer, en viajes de negocios, varios continentes: Europa, Asia y África, con lo cual adquirió una concepción más amplia de la cultura.
Estando en Nueva York recibe la noticia de la muerte de su madre, lo que va a significar un rudo golpe para el poeta. En 1876 las circunstancias políticas abren las puertas de Venezuela a Pérez Bonalde. El presidente Francisco Linares Alcántara propicia un clima de tolerancia política y el poeta regresa. Durante la travesía, en el barco que lo conducía a Puerto Cabello, un mundo de recuerdos lo invade: la infancia, la patria, el dolor por la madre muerta, le producen la inspiración necesaria para escribir el poema Vuelta a la Patria.
En 1877 regresa a Nueva York y recoge todos los poemas que ha escrito hasta el momento en un volumen que tituló Estrofas, son cuarenta poemas donde está incluido Vuelta a la Patria.
En 1879 contrae matrimonio con la norteamericana Amanda Schoonmaker, que le dará una hija, Flor, a pesar de no ser una pareja especialmente feliz. Pérez Bonalde se centrará en su hija. Es tanta la alegría que ese mismo año publica su segundo libro de poesías originales: Ritmos, conjunto de 35 poemas, en donde aparece El canto al Niágara una de sus más celebradas composiciones. En 1883 muere su hija Flor en forma inesperada. Conmovido por ese inmenso dolor escribe el poema Flor y además el poema Gloria in Excelsis.
Paulatinamente cae en las drogas y el alcohol, por lo que su salud pronto se resiente. En 1888 enferma gravemente y es recluido en un hospital donde permanece un año. En 1889 es llamado a Venezuela para colaborar en el gobierno de Raimundo Andueza Palacio, será este su último retorno al país.
Pérez Bonalde viaja a Amberes, pero enferma y se ve obligado a regresar desde Curazao. El 4 de octubre de 1892 muere en La Guaira. En 1903 se trasladaron sus restos al Panteón Nacional, en donde se le rindieron honores fúnebres.

## Traducciones al español
- El cuervo escrito por Edgar Allan Poe - 1882
- El barril de amontillado por Edgar Allan Poe - 1884